# 贝萨里翁环形山 (月球)
贝萨里翁陨石坑(Bessarion)是位于月球正面雨海西南部的一座小撞击坑，约形成于11亿年前的哥白尼纪，其名称取自文艺复兴时拜占廷人文主义学者，天主教会君士坦丁堡宗主教，曾致力于东正教会和天主教会合一的贝萨里翁(1403年-1472年)，1935年被国际天文学联合会批准接受。

## 描述

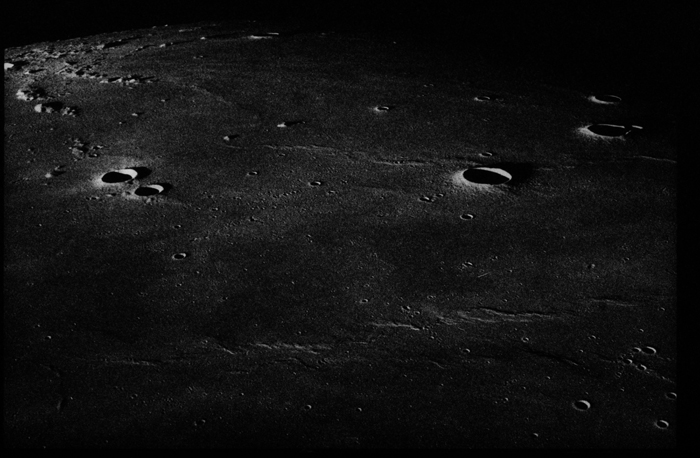
贝萨里翁陨石坑(左)，阿波罗17号拍摄。

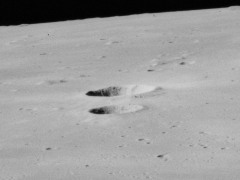
阿波罗15号拍摄的斜视图

该陨坑西侧及西北分别毗邻较大的马利厄斯陨石坑和阿里斯塔克斯陨石坑、东面靠近更古老的托·迈耶陨石坑，醒目的开普勒陨石坑则坐落在它的南面，贝萨里翁陨石坑以东还分布着嶙峋绵延的喀尔巴仟山脉以及托·迈耶月溪。该陨坑中心月面坐标为14°51′N 37°19′W / 14.85°N 37.31°W，直径9.84公里，深约1623米。
贝萨里翁陨石坑外观呈圆杯状，内侧壁平整倾斜，坑底面积不大，中部隆起较低，但反照率明显高于周边月海表面，呈现出年轻撞击坑的典型特征。该陨坑坑壁最大高出周边地形370米，内部容积约有38.11公里3。其形态特征隶属于"ALC 型"(以该类陨石坑的典型代表—卫星坑"阿尔巴塔尼环形山 C"所命名)。
贝萨里翁陨坑已被月球和行星观测协会(ALPO)列入《带有明亮射纹系统的撞击坑列表》以及《内侧壁带有深色辐射纹的撞击坑列表》。
贝萨里翁环形山的北面是较小的卫星坑"贝萨里翁 E"，也具有较高的反照率。该陨石坑有时也被称作"维吉尔陨坑"(Virgil)，但该名称并未得到国际天文学联合会的正式认可。

## 卫星陨石坑
按惯例，通过在最靠近贝萨里翁陨石坑的卫星陨坑中心点旁放置字母，以在月图中标示它们。
| 贝萨里翁 | 纬度     | 经度     | 直径     |
| -------- | -------- | -------- | -------- |
| A        | 17.07° N | 39.83° W | 12.3公里 |
| B        | 16.83° N | 41.72° W | 11.7公里 |
| C        | 16.03° N | 42.64° W | 8.6公里  |
| D        | 19.77° N | 41.73° W | 9.2公里  |
| E        | 15.37° N | 37.35° W | 7.6公里  |
| G        | 14.90° N | 40.36° W | 3.6公里  |
| H        | 15.26° N | 41.48° W | 4.1公里  |
| V        | 15.06° N | 34.98° W | 3.0公里  |
| W        | 16.70° N | 36.94° W | 2.7公里  |

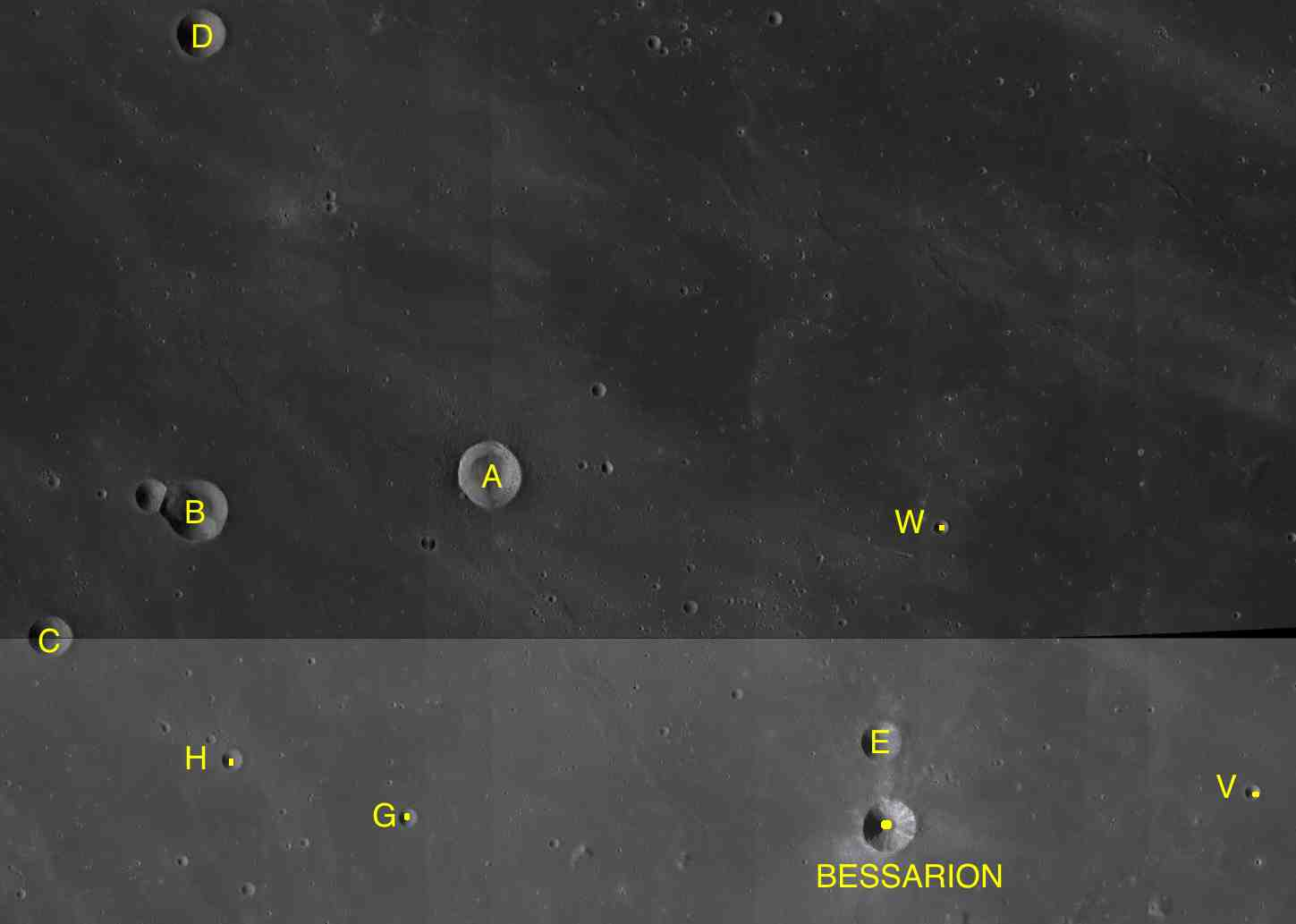
LAC-39和LAC-57拼接图.

卫星坑"贝萨里翁 B"、"贝萨里翁 C"和"贝萨里翁 E"约形成于32-11亿年前的爱拉托逊纪。

## 另请参阅
- Andersson, L. E.; Whitaker, E. A. . NASA RP-1097. 1982.
- Blue, Jennifer. . USGS. July 25, 2007  [2007-08-05]. （原始内容存档于2015-05-26）.
- Bussey, B.; Spudis, P. . New York: Cambridge University Press. 2004. ISBN 978-0-521-81528-4.
- Cocks, Elijah E.; Cocks, Josiah C. . Tudor Publishers. 1995. ISBN 978-0-936389-27-1.
- McDowell, Jonathan. . Jonathan's Space Report. July 15, 2007  [2007-10-24]. （原始内容存档于2015-01-12）.
- Menzel, D. H.; Minnaert, M.; Levin, B.; Dollfus, A.; Bell, B. . Space Science Reviews. 1971, 12 (2): 136–186. Bibcode:1971SSRv...12..136M. doi:10.1007/BF00171763.
- Moore, Patrick. . Sterling Publishing Co. 2001. ISBN 978-0-304-35469-6.
- Price, Fred W. . Cambridge University Press. 1988. ISBN 978-0-521-33500-3.
- Rükl, Antonín. . Kalmbach Books. 1990. ISBN 978-0-913135-17-4.
- Webb, Rev. T. W.  6th revised. Dover. 1962. ISBN 978-0-486-20917-3.
- Whitaker, Ewen A. . Cambridge University Press. 1999. ISBN 978-0-521-62248-6.
- Wlasuk, Peter T. . Springer. 2000. ISBN 978-1-85233-193-1.